# 瑞里 (摩泽尔省)
瑞里（法語：Jury，法語發音：[ʒyʁi] ⓘ）是法国摩泽尔省的一个市镇，属于梅斯区。

## 地理
瑞里（49°4'11"N, 6°15'12"E）面积3.17 平方千米，位于法国大東部大區摩泽尔省，该省份为法国东北部内陆省份，是洛林的一部分，西南接默尔特-摩泽尔省，东临下莱茵省，北与卢森堡和德国接壤。
与瑞里接壤的市镇（或旧市镇、城区）包括：佩尔特、阿尔斯-拉克内克西、梅克勒沃。

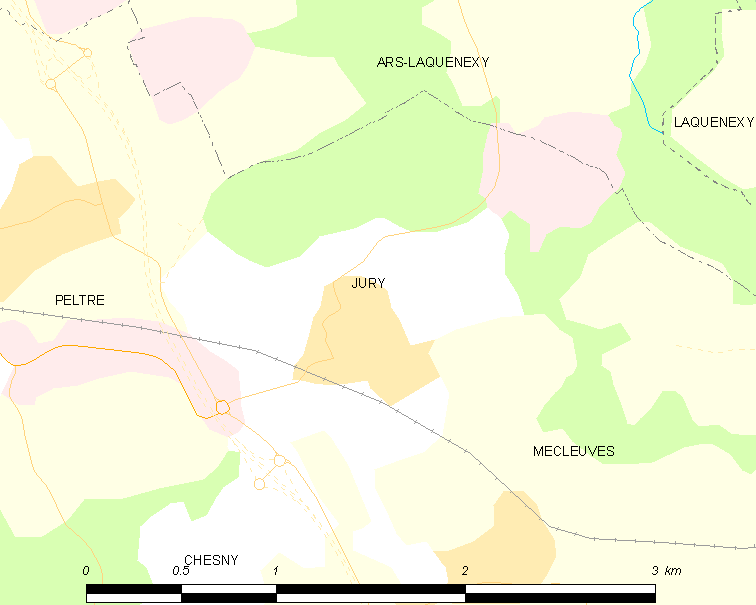
的OSM定位图

瑞里的时区为UTC+01:00、UTC+02:00（夏令时）。

## 行政
瑞里的邮政编码为57245，INSEE市镇编码为57351。

## 政治
瑞里所属的省级选区为梅斯地区县。

## 人口

1962-2008年间人口变化图示

瑞里于2022年1月1日时的人口数量为1383人。